# Garibaldi Lake
Garibaldi Lake är en sjö i Kanada.   Den ligger i provinsen British Columbia, i den sydvästra delen av landet, 3 500 km väster om huvudstaden Ottawa. Garibaldi Lake ligger 1 469 meter över havet. Arean är 9,9 kvadratkilometer. Den sträcker sig 5,1 kilometer i nord-sydlig riktning, och 4,6 kilometer i öst-västlig riktning.
Trakten runt Garibaldi Lake är permanent täckt av is och snö. Runt Garibaldi Lake är det mycket glesbefolkat, med 2 invånare per kvadratkilometer.